# Epifanio I
Epifanio I (in ucraino Епіфаній? Epifanij; nato Serhij Petrovyč Dumenko, in ucraino Сергій Петрович Думенко?; Vovkove, 3 febbraio 1979) è un arcivescovo ortodosso ucraino.
Il 15 dicembre 2018 è stato eletto primate della nuova Chiesa ortodossa dell'Ucraina, assumendo quindi il titolo di metropolita di Kiev e di tutta l'Ucraina.

## Biografia

### Formazione
Serhij Petrovyč Dumenko è nato il 3 febbraio 1979 a Vovkove, nel Berezivka Raion, in Ucraina. La sua infanzia e gli anni scolastici sono stati vissuti nel villaggio di Stara Žadova nel distretto di Storožynec' dell'oblast' di Černivci. Nel 1996 si è diplomato alle scuole superiori.
Nel 1996 è entrato nel seminario teologico di Kiev, dove si è laureato nel 1999 con una laurea di primo livello. Nello stesso anno è entrato all'Accademia teologica di Kiev. Ha conseguito un dottorato in Teologia nel 2003 dopo aver discusso con successo la sua tesi di dottorato sulla "Formazione delle raccolte ecclesiastiche-canoniche in epoca doniciana e loro caratteristiche".
Tra il 2006 e il 2007 ha svolto uno stage presso l'Università Nazionale di Atene in Grecia nella Facoltà di Filosofia.
Il 30 agosto 2012, con una tesi di dottorato sul tema della "Dottrina della Chiesa Ortodossa sulla salvezza nel contesto della continuità della Santa Patria", gli è stato conferito il titolo di Dottore in Teologia.

### Carriera ecclesiastica
Dal 1º luglio 2003 al 31 dicembre 2005 è stato segretario-referente dell'amministrazione diocesana di Rivne e segretario personale del metropolita di Rivne e Ostroh. Dal 26 agosto 2003 al 31 dicembre 2005 è stato insegnante del Seminario di Rivne e ha ricoperto anche l'incarico di assistente ispettore senior.
Tra il 2003 e il 2005 ha guidato il portale Rivne Pravoslavne ed è stato anche membro del comitato editoriale del quotidiano religioso Duchovna Nyva. Nel dicembre 2005 è stato ammesso nel sindacato nazionale dei giornalisti dell'Ucraina.
Con una decisione del Santo Sinodo del Patriarcato del 27 luglio 2010, è stato nominato rettore dell'Accademia teologica ortodossa di Kiev e governatore della diocesi di Perejaslav-Chmel'nyc'kyj. Il 17 novembre 2011 gli è stato conferito il titolo di professore dell'Accademia teologica ortodossa di Kiev.
Il 21 dicembre 2007, con la benedizione del patriarca Filarete, l'arcivescovo Dmytro di Perejaslav-Chmel'nyc'kyj ha consacrato Epifanio come monaco nel monastero dorato di san Michele. Prese il nome monastico di Epifanio in onore di Epifanio di Cipro. Il 20 gennaio 2008 è stato ordinato ieromonaco da Filarete. Nello stesso mese (25 gennaio) è stato nominato segretario del Patriarca di Kiev e di tutta la Rus'-Ucraina Filarete.
Nel marzo 2008 è stato ordinato archimandrita nella cattedrale di San Vladimiro. Nello stesso mese (20 marzo) fu nominato governatore del monastero di Vydubyči a Kiev. Il 30 maggio 2008 è stato nominato responsabile degli affari del Patriarcato di Kiev. Il 7 ottobre 2008 gli è stato conferito il titolo di Professore Associato dell'Accademia Teologica Ortodossa di Kiev.
Il 21 ottobre 2009, nel Santo Sinodo del Patriarcato di Kiev è stato eletto vescovo di Vyšhorod, vicario della diocesi di Kiev. Il 15 novembre 2009 è stato ordinato vescovo.
Il 23 gennaio 2012 è stato promosso al rango di arcivescovo. Con decisione del Consiglio episcopale del Patriarcato di Kiev del 28 giugno 2013, è stato elevato al rango di metropolita di Perejaslav-Chmel'nyc'kyj e Bila Cerkva ed è stato nominato governatore patriarcale con i diritti del vescovo diocesano. Il 13 dicembre 2017 è stato nominato metropolita di Perejaslav e Bila Cerkva.
Nell'aprile 2019 si è pronunciato a sostegno della legge sulla lingua ucraina.
Il 21 agosto 2020, in piazza San Michele a Kiev, il metropolita Epifanio ha consacrato il rinnovato Muro della Memoria degli Eroi. Il 20 agosto ha anche consacrato la chiesa in onore di San Nettario di Egina nel villaggio di Chutir Jasnyj nella regione di Kiev. Il 29 agosto, nel giorno della memoria dei difensori dell'Ucraina, ha onorato i militari ucraini caduti.

#### Primate della Chiesa ortodossa ucraina

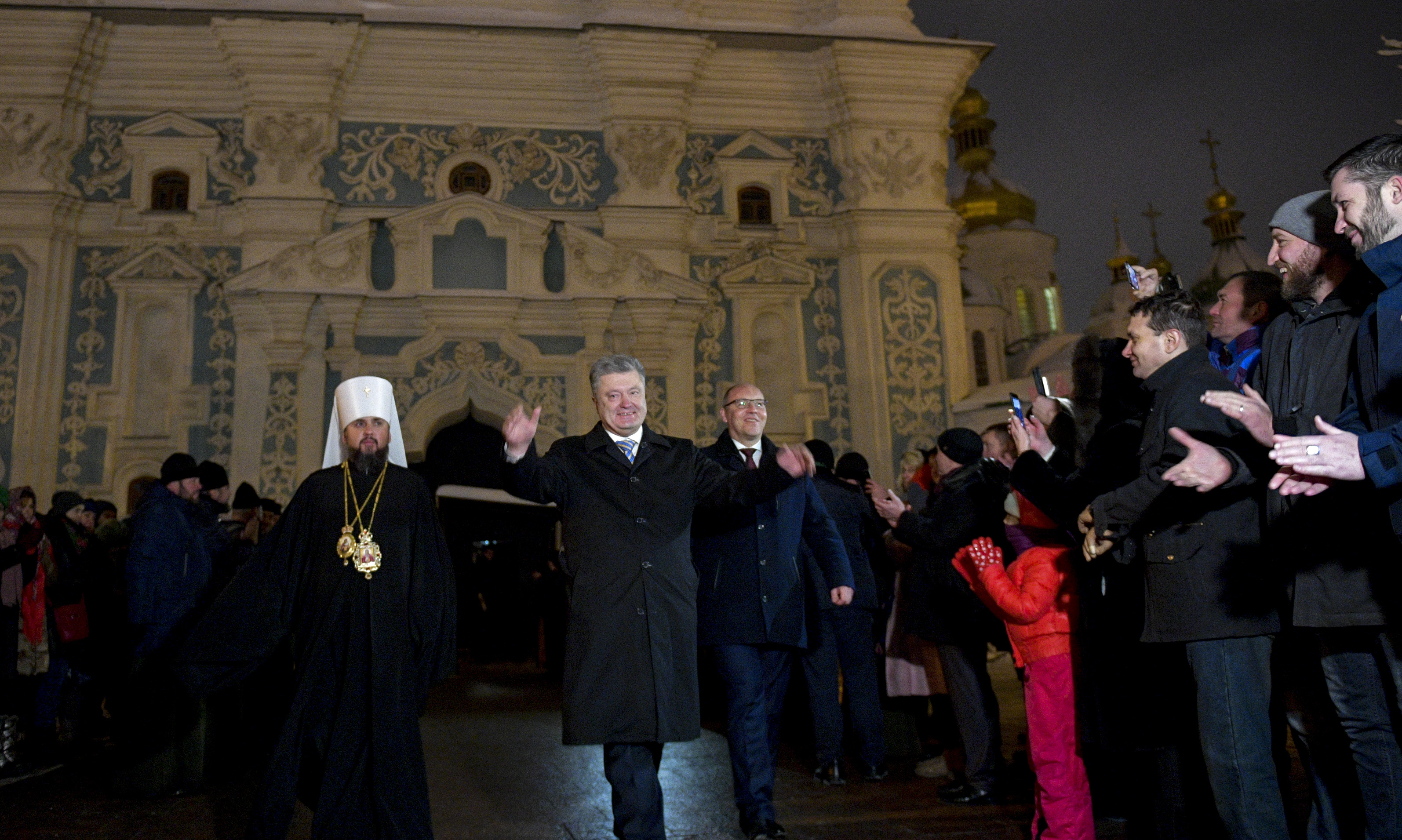
Epifanio, l'allora presidente Petro Oleksijovyč Porošenko e Andrij Parubij il 15 dicembre 2018

Il 15 dicembre 2018, in occasione del concilio di riunificazione tenutosi nella cattedrale di Santa Sofia, è stato eletto metropolita di Kiev e di tutta l'Ucraina, primo primate della Chiesa ortodossa autocefala dell'Ucraina.
Il titolo ufficiale del primate della Chiesa ortodossa ucraina è Sua Beatitudine (nome), metropolita di Kiev e di tutta l'Ucraina.

#### Commemorazione del Patriarca di Mosca
Domenica 16 dicembre 2018, durante la prima Divina Liturgia del metropolita Epifanio come metropolita della Chiesa ortodossa ucraina dopo la sua elezione, ha chiesto preghiere per la pace e l'unità in Ucraina. Nella stessa liturgia, il metropolita Epifanio ha omesso anche il patriarca di Mosca Cirillo dall'elenco dei primati con cui è in comunione che di solito vengono commemorati al Grande Ingresso. Il metropolita Epifanio ha poi spiegato in un'intervista al canale televisivo ucraino Direct: "Al momento non lo commemoro [il Patriarca di Mosca] perché siamo in stato di guerra, quindi il popolo ucraino non accetterebbe se il neo-eletto primate commemorasse il nome del patriarca russo".
Durante la Divina Liturgia del 7 gennaio 2019, dopo che la Chiesa ucraina ha ricevuto l'autocefalia ufficiale il 5 gennaio 2019, il metropolita Epifanio ha commemorato il nome del patriarca Cirillo durante il Grande Ingresso. Epifanio in seguito ha dichiarato di averlo fatto dopo che il Patriarca ecumenico gli aveva ordinato di farlo, e che Filarete gli aveva detto di non menzionare Cirillo.

#### Ricezione deltomosdell'autocefalia

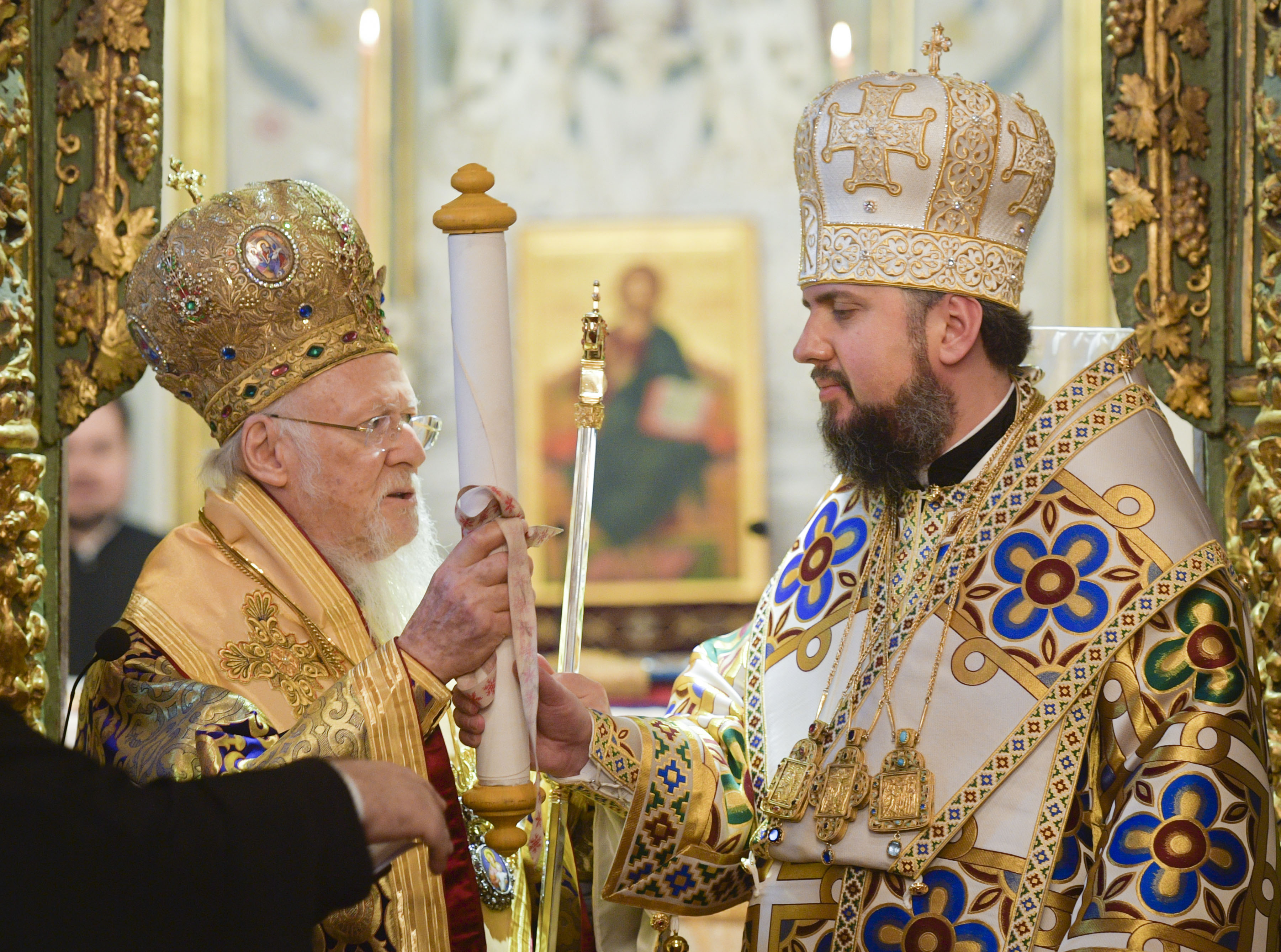
Il patriarca ecumenico Bartolomeo (a sinistra) consegna il tomos dell'autocefalia al metropolita Epifanio (a destra)

Il 5 gennaio 2019 il patriarca Bartolomeo e il metropolita Epifanio hanno tenuto una liturgia nella cattedrale di San Giorgio a Istanbul; il tomos dell'autocefalia della Chiesa ortodossa dell'Ucraina è stato firmato in seguito, sempre nella cattedrale di San Giorgio. Il tomos "è entrato in vigore dal momento della sua firma". La firma del tomos ha ufficialmente stabilito la Chiesa ortodossa autocefala ucraina.
Dopo la firma del tomos, il metropolita Epifanio ha tenuto un discorso, in cui ha dichiarato di Porošenko: "Il suo nome, signor Presidente, rimarrà per sempre nella storia del popolo ucraino accanto ai nomi dei governanti, del nostro principe Vladimir il Grande, Jaroslav il Saggio, Kostjantjn Ostroc'kyj e l'atamano Ivan Mazeppa”.
Il 6 gennaio, dopo una liturgia celebrata dal metropolita Epifanio e dal patriarca Bartolomeo, il patriarca Bartolomeo ha letto il tomos della Chiesa ortodossa ucraina e poi lo ha consegnato al metropolita Epifanio.
L'8 gennaio 2019 il tomos è stato riportato a Istanbul affinché tutti i membri del Santo Sinodo del Patriarcato ecumenico potessero sottoscriverlo. Il tomos è stato firmato da tutti i membri del sinodo del Patriarcato ecumenico il 9 gennaio 2019. Il tomos, firmato da tutti i membri del sinodo del Patriarcato ecumenico, è stato riportato in Ucraina la mattina del 10 gennaio 2019.

#### Intronizzazione
Era previsto che Epifanio sarebbe stato intronizzato il 3 febbraio 2019, che era anche la data del suo 40º compleanno. Successivamente si sarebbe svolto il primo sinodo della Chiesa dell'Ucraina. I monasteri del Monte Athos hanno rifiutato di inviare una delegazione per la cerimonia di intronizzazione «non perché i Padri non ne riconoscano la legittimità o la canonicità, ma perché hanno scelto di attenersi a quella che è divenuta prassi ufficiale e di accettare inviti solo all'intronizzazione del loro capo ecclesiastico, il Patriarca ecumenico». Due abati del Monte Athos dovevano partecipare all'intronizzazione come parte della delegazione del Patriarcato ecumenico. Il 1º febbraio, una volta a Kiev, l'archimandrita Efrem, uno dei due abati athoniti, è stato ricoverato in ospedale per un infarto. Il 2 febbraio, l'archimandrita Efrem ricevette la visita di Epifanio.
Come programmato, Epifanio è stato intronizzato il 3 febbraio 2019, nella cattedrale di Santa Sofia, a Kiev. Filarete non era presente per problemi di salute, quindi inviò le sue congratulazioni scritte al primate Epifanio, lette al termine della liturgia. L'archimandrita Efrem, ricoverato in ospedale il 1 febbraio 2019, non era presente alla cerimonia di intronizzazione, ma vi era presente uno ieromonaco del monastero di Efrem. Durante la cerimonia di intronizzazione era presente anche un monaco di uno skita del monastero di Koutloumousiou.
La prima riunione del santo sinodo della Chiesa ortodossa dell'Ucraina si è svolta il 5 febbraio 2019.

#### Conflitto con Filarete
Tra Filarete ed Epifanio è insorto un conflitto a causa di disaccordi sul modello di governo, sulla gestione della diaspora, sul nome e sullo statuto della Chiesa ucraina.
Secondo Filarete, l'accordo raggiunto al concilio di riunificazione sarebbe stato il seguente: "il primate è responsabile della rappresentanza esterna della Chiesa ortodossa ucraina, e il patriarca è responsabile della vita ecclesiale interna in Ucraina, ma in collaborazione con il primate. Il primate non farà nulla nella Chiesa senza il consenso del patriarca. Il Patriarca presiede le riunioni del Santo Sinodo e le riunioni della Chiesa per preservare l'unità, la sua crescita e l'affermazione". Filarete ritiene che questo accordo non sia stato rispettato.

#### Guerra russo-ucraina
Dopo l'invasione russa e l'escalation della guerra russo-ucraina del febbraio 2022, l'arcivescovo Daniel della Chiesa ortodossa ucraina degli Stati Uniti ha riferito che Epifanio aveva pianificato di rimanere in Ucraina durante i combattimenti.
Il metropolita ha ripetutamente condannato le azioni della Russia, chiedendo aiuto alla comunità internazionale e invocando un secondo processo di Norimberga per i crimini perpetrati contro l'Ucraina. Insieme ad altri vescovi locali, ha offerto le chiese come riparo dai bombardamenti. Pur tacciandolo di connivenza con il governo russo, si è pubblicamente appellato al patriarca di Mosca Cirillo per organizzare il rimpatrio delle salme dei soldati russi caduti in territorio ucraino. Egli stesso ha sostenuto di essere un obiettivo delle forze russe.

## Attività accademiche e sociali

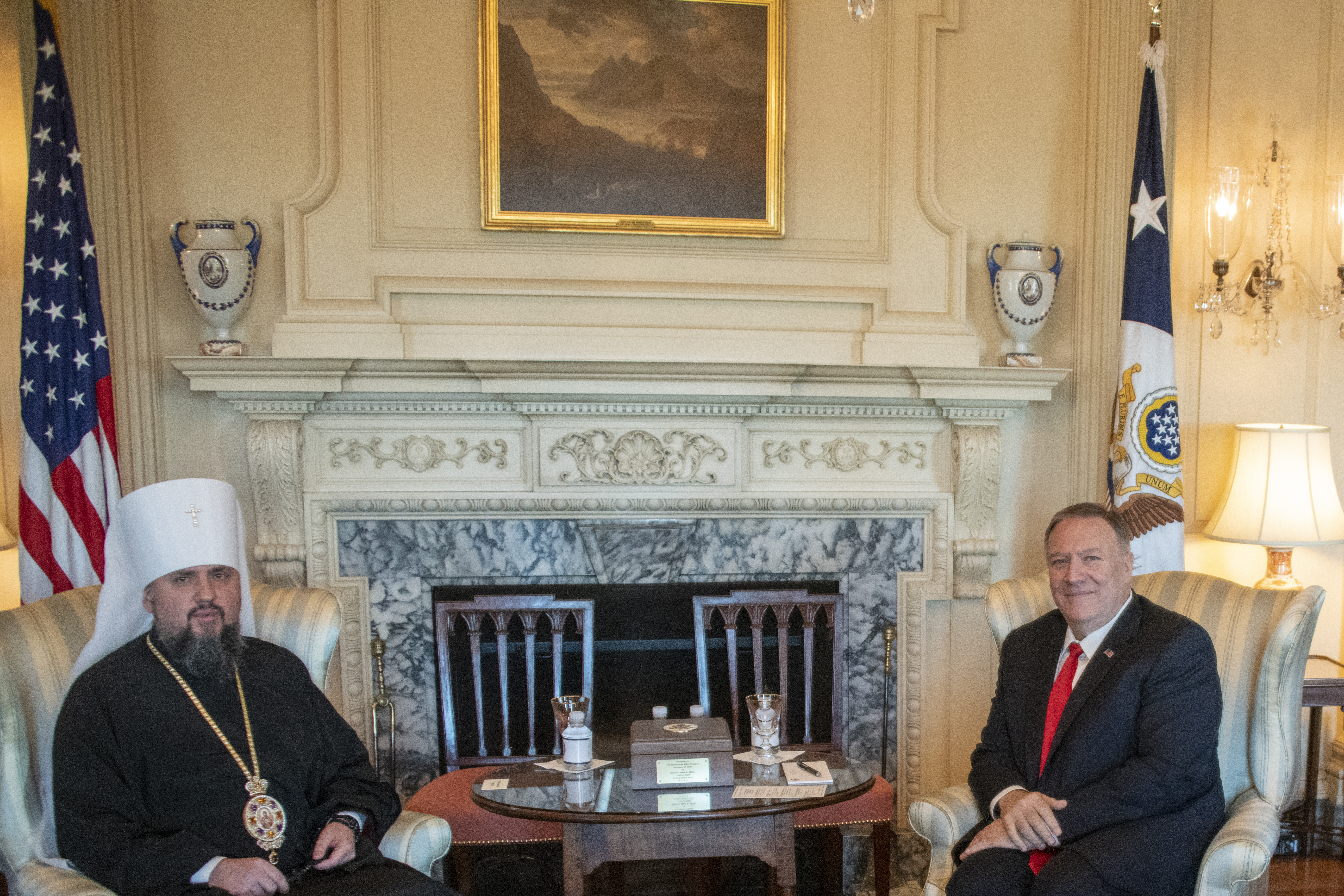
Epifanio con il Segretario di Stato americano Mike Pompeo nel 2019

Epifanio è il capo del comitato editoriale delle edizioni scientifiche specializzate Atti dell'Accademia teologica di Kiev e Bollettino teologico dell'Accademia teologica ortodossa di Kiev.
È anche autore di oltre 50 pubblicazioni, tra cui diverse monografie sulla teologia ortodossa.
Epifanio è un attivo leader religioso e attivista sociale. Partecipa a molte attività scientifiche ed educative e ha dato un contributo personale significativo allo sviluppo dell'istruzione e delle scienze religiose ucraine e allo sviluppo e al rafforzamento dello stato ucraino. Ha ricevuto riconoscimenti per questi contributi sia dallo Stato che dalla Chiesa sotto forma di ordini.

## Riconoscimenti

### Ordini
Ha ricevuto l'Ordine del Santo Apostolo ed Evangelista Giovanni il Teologo, l'Ordine del Santo Isapostolo Principe Vladimir il Grande di Terzo Grado, l'Ordine del Santo Arcangelo Michele e l'Ordine della Santa Croce della Chiesa ortodossa montenegrina.
Ha anche ricevuto premi e onori con l'Ordine al merito di ІІ e III grado, una lettera del Gabinetto dei ministri dell'Ucraina, grazie al Primo Ministro dell'Ucraina, una lettera della Verchovna Rada dell'Ucraina, decorazioni del Ministero della Difesa dell'Ucraina, del Ministero degli Affari Interni dell'Ucraina, del Comando dell'Esercito dell'Ucraina, con lodi dell'Università Pedagogica Nazionale Dragomanov e dell'Ambasciata popolare ucraina.
Ha ricevuto il Premio Atenagora per i diritti umani 2019.

### Accademici
- Dottore onorario dell'Università Pedagogica Nazionale Dragomanov[78]